# دارب (رود)
دارب (به ارمنی: Դարբ) رودی است در کشور ارمنستان که در استان وایوتس‌جور جریان دارد که از کوهستان زانگزور سرچشمه می‌گیرد و به رود آرپا می‌ریزد. طول آن ۲۲ کیلومتر (۱۴ مایل) و مساحت حوضه آبخیز (دبی) آن ۱۶۴ کیلومتر مربع می‌باشد.